# Segunung
Segunung is een bestuurslaag in het regentschap Mojokerto van de provincie Oost-Java, Indonesië. Segunung telt 3189 inwoners (volkstelling 2010).